# Dub letní v Modřanech
Dub letní v Modřanech je památný strom, který roste v Praze 4 na křižovatce ulic Generála Šišky a Československého exilu západně od Modřanské rokle.

## Parametry stromu
- Výška (m): 17,0
- Obvod (cm): 300
- Ochranné pásmo: ze zákona
- Datum prvního vyhlášení: 13.03.2001[1][2]
- Odhadované stáří: 170 let (k roku 2016)[3]

## Popis
Strom je statný, má rovný kmen a mohutnou korunu. Protože má kolem sebe dostatek místa, jeho větve směřují do značné délky do všech stran a jeho vrchol přechází v několik silných větví. Zdravotní stav dubu je dobrý, ale vzhledem ke svému stanovišti často prosychá.

## Historie
V místech dubu se původně nacházela lokalita „Potočky“, která sahala od křižovatky ulic K Dolům a Dolnocholupická k Modřanské rokli. Oblast byla charakteristická rozmanitou výsadbou listnatých i jehličnatých stromů. Libušský potok tudy protékal přes Rážův rybník s mlýnem. Na louce u Dolů rostly vrby, jejichž pruty se využívaly pro výrobu košíkářského zboží. 30. dubna 1919 byly k prvnímu výročí vzniku republiky v obci zasazeny 2 lípy svobody.
V 80. letech 20. století byl potok sveden pod zem a stromoví vykáceno včetně obou lip, zůstal pouze tento dub.
Dub získal přezdívku Strom developer, protože jeho okolí postupně pohltila nová pražská zástavba. V roce 2019 získal v rámci ankety Strom roku čestný titul „Strom hrdina“.

## Turismus
Okolo dubu vede turistická značená trasa  1013 z Písnice přes Modřany do Zbraslavi.